# Departamento de Desarrollo de Armas Diversas

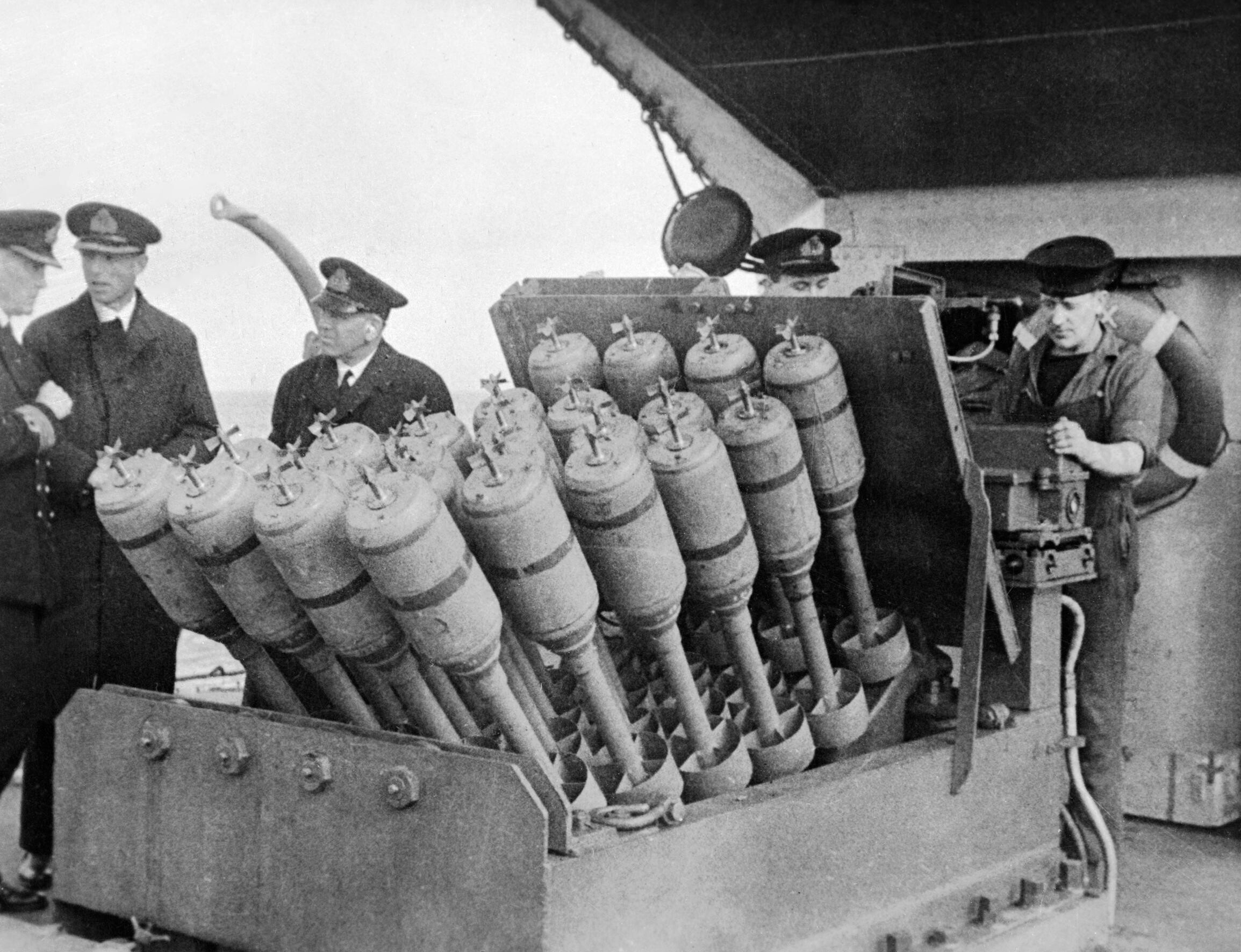
Mortero antisubmarino británico Hedgehog (Erizo), de la Segunda Guerra Mundial, el principal logro del DMWD.

El Departamento de Desarrollo de Armas Diversas (Department of Miscellaneous Weapons Development, DMWD) fue una unidad del Almirantazgo británico organizada al inicio de la Segunda Guerra Mundial. Estaba encargada de crear nuevas armas y de evaluar los proyectos que le enviaban ciudadanos normales y corrientes deseosos de contribuir a la derrota de la Alemania nazi. Su éxito principal fue el Erizo (Hedgehog) un arma antisubmarina que fue muy útil en la batalla del Atlántico.

## Historia
Tras la rendición de Francia en junio de 1940, Gran Bretaña se quedó sola en la guerra contra las potencias del Eje. Ante el previsible intento de invasión desde el otro lado del Canal de La Mancha, el gobierno británico encabezado por Winston Churchill hizo un llamamiento para seguir combatiendo por todos los medios, en un momento en que los recursos eran escasos y las fuerzas armadas se estaban rehaciendo tras haber escapado de la derrota total en la batalla de Dunkerque. En su afán por ayudar al esfuerzo bélico muchos civiles enviaron a las autoridades sus inventos para derrotar a los alemanes. Para evaluar sus posibilidades y para crear él mismo nuevas armas el Almirantazgo fundó el Departamento de Desarrollo de Armas Diversas integrado por científicos, oficiales navales en activo y militares retirados, «un grupo de personajes de lo más excéntrico, pero que se planteaban objetivos muy serios».
La mayoría de los proyectos que llegaron al DMWD eran tan absurdos que no tuvieron ninguna aplicación práctica, pero algunos sirvieron de base para crear armas que sí fueron realmente útiles. Sin embargo, el logro más importante del DMWD, el «Erizo» (Hedgehog), fue el resultado del desarrollo de la idea de uno de los miembros de departamento, el teniente coronel Stewart Blacker. Se trataba de un arma antisubmarina que fue incorporada en 1943 a los destructores y a las corbetas que escoltaban los convoyes que cruzaban el Atlántico y que resultó muy eficaz, pues hacia el final de la guerra con ella se había conseguido hundir cerca de 50 U-boat alemanes —una cantidad mayor que la de las armas más sofisticadas que sustituyeron al erizo, como el Squid—.